# Збіжний ряд
Ряд — в математиці це сума членів нескінченної послідовності чисел. Тобто, нескінченна послідовність {\displaystyle (a_{1},a_{2},a_{3},\ldots )} визначає ряд S: 
{\displaystyle S=a_{1}+a_{2}+a_{3}+\cdots =\sum _{k=1}^{\infty }a_{k}.}
n-на часткова сума● Sn — це сума перших n членів послідовності:
{\displaystyle S_{n}=a_{1}+a_{2}+\cdots +a_{n}=\sum _{k=1}^{n}a_{k}.}
Ряд є збіжним (або збігається) тоді й лише тоді, коли послідовність {\displaystyle (S_{1},S_{2},S_{3},\dots )} часткових сум має  границю; що означає, після деякого {\displaystyle a_{k}} всі подальні часткові суми будуть все ближче до границі. Формально, ряд збігається тоді і лише тоді:
{\displaystyle \exists \ell :\forall (\varepsilon >0)\exists N\forall n>N:\left|S_{n}-\ell \right|<\varepsilon .}
Якщо ряд збігається, тоді (існує і єдине) число {\displaystyle \ell } називається сумою ряду.

## Приклади
...

## Властивості
...